# روئینگ در المپیک تابستانی ۱۹۹۲
رویینگ در بازی‌های المپیک تابستانی ۱۹۹۲ نام رویداد ورزش رویینگ در بازی‌های المپیک تابستانی بود که در سال ۱۹۹۲ برگزار شد.

## جدول مدال‌ها
| رتبه | کشور                      | طلا | نقره | برنز | مجموع |
| ۱    | آلمان (GER)               | ۴   | ۳    | ۳    | ۱۰    |
| ۲    | کانادا (CAN)              | ۴   | ۰    | ۱    | ۵     |
| ۳    | رومانی (ROM)              | ۲   | ۴    | ۱    | ۷     |
| ۴    | استرالیا (AUS)            | ۲   | ۰    | ۰    | ۲     |
| ۴    | بریتانیای کبیر (GBR)      | ۲   | ۰    | ۰    | ۲     |
| ۶    | ایالات متحده آمریکا (USA) | ۰   | ۲    | ۱    | ۳     |
| ۷    | ایتالیا (ITA)             | ۰   | ۱    | ۱    | ۲     |
| ۸    | اتریش (AUT)               | ۰   | ۱    | ۰    | ۱     |
| ۸    | بلژیک (BEL)               | ۰   | ۱    | ۰    | ۱     |
| ۸    | چکسلواکی (TCH)            | ۰   | ۱    | ۰    | ۱     |
| ۸    | نروژ (NOR)                | ۰   | ۱    | ۰    | ۱     |
| ۱۲   | لهستان (POL)              | ۰   | ۰    | ۲    | ۲     |
| ۱۲   | اسلوونی (SLO)             | ۰   | ۰    | ۲    | ۲     |
| ۱۴   | چین (CHN)                 | ۰   | ۰    | ۱    | ۱     |
| ۱۴   | هلند (NED)                | ۰   | ۰    | ۱    | ۱     |
| ۱۴   | تیم متحد (EUN)            | ۰   | ۰    | ۱    | ۱     |